# International Association of Amusement Parks and Attractions
Die International Association of Amusement Parks and Attractions (IAAPA) ist ein 1918 gegründeter Dachverband vor allem der US-amerikanischen Vergnügungspark-Betreiber mit Sitz in Alexandria (Virginia).

## Geschichte
Zunächst war die IAAPA nur eine nationale Organisation und formierte sich unter dem Namen „National Association of Amusement Parks (NAAP)“. Schon bei dem dritten Jahrestreffen stellten Hersteller ihre neuen Fahrgeschäfte vor und so entwickelte sich mit den Jahren auch die Messe. 1934 wurden dann die Betreiber von Bädern und Stränden aufgenommen und der Name in „National Association of Amusement Parks, Pools, and Beaches (NAAPPB)“ geändert.
Durch die wirtschaftlichen Auswirkungen des Zweiten Weltkrieges wurden viele Parks vernachlässigt oder auch geschlossen, dadurch gingen die Besucherzahlen zurück. So einigten sich die Mitglieder der NAAPB dann 1950 auf einen Code of Conduct, mit Standards die von den Mitgliedern erfüllt werden müssen.
Zu diesen Standards gehört unter anderem:
- saubere, sichere und gesunde Erholung im Freien
- Fairness den Mitgliedern, Mitarbeitern, Inhabern und Besuchern gegenüber
- Fairness und Freundschaft zwischen den Herstellern von Vergnügungsgeräten
- sowie die Anerkennung der Branche durch die amerikanischen Gesellschaft

In der Mitte der 1950er Jahre, als auch der Babyboom in den USA einsetzte, bekam die NAAPB mit Walt Disney einen wichtigen Motor für die Branche. Fantasie und die Gestaltung völlig neuer Welten hielten mit Disney Einzug in die Freizeitparkbranche.
Nachdem der Verband nun in den USA eine feste Größe geworden war, beschloss der Verband 1961 die Expansion über die USA hinaus. Ein Grund dafür war die Zunahme von Fahrgeschäften aus europäischer Produktion auf dem amerikanischen Markt. Zur gleichen Zeit stiegen die Betreiber der Pools und Strände aus dem Verband aus, man änderte den Namen in „International Association of Amusement Parks (IAAP)“. Der heutige Name IAAPA entstand 1971, um auch Entertainment und Vergnügungsangebote jenseits der Parks mit in den Verband zu integrieren.

## Messen
Die vom Verband organisierte jährliche internationale Fachmesse wird IAAPA Attractions Expo, oder kurz IAAPA genannt. Weiterhin organisiert der Verband die auf den europäischen Raum bezogene Fachmesse IAAPA Expo Europe (ehemals Euro Attractions Show) und die Asian Attractions Expo für den asiatischen Markt.
Vertreten sind auf der Messe die Hersteller von Achterbahnen, Fahrgeschäften, Simulatoren sowie Anbieter von Licht- und Tontechnik, Gewinnspielen, Dekorationen und vielem mehr. Während die europäische Messe EAS den Standort jährlich wechselt, findet die IAAPA als Messe meistens in Orlando (Florida) statt.
Alle zwei Jahre verleiht die Gesellschaft den sogenannten Applause Award, eine hochrangige Auszeichnung für Freizeitparks.